# Przybyszowy
Przybyszowy – wieś sołecka w Polsce położona w województwie świętokrzyskim, w powiecie koneckim, w gminie Końskie.
Prywatna wieś szlachecka, położona była w drugiej połowie XVI wieku w powiecie opoczyńskim województwa sandomierskiego. W latach 1975–1998 miejscowość administracyjnie należała do województwa kieleckiego.
Wierni Kościoła rzymskokatolickiego należą do parafii św. Anny w Bedlnie.

## Części wsi
| SIMC          | Nazwa              | Rodzaj              |
| Identyfikator | Nazwa miejscowości | Rodzaj miejscowości |
| ------------- | ------------------ | ------------------- |
| 0244104       | Gacki              | część wsi           |
| 0243636       | Głupiów            | kolonia wsi         |
| 0244110       | Koło Szóstaka      | część wsi           |
| 1017600       | Mazur              | część wsi           |
| 1017741       | Staw               | część wsi           |

## Historia
W XV wieku „Przybischewy” (bo tak zwano wówczas wieś) były wsią w parafii Bedlno Stanowiły własność Mikołaja Koruny herbu Wieniawa, wieś miała łany kmiece, z których płacono dziesięcinę snopową i konopną wartości około 2 grzywien prebendzie Turebskiej. Karczma, zagrodnicy i folwark rycerski płaciły dziesięcinę plebanowi w Bedlnie (Długosz L.B. t.I, s.351). Liber Beneficiorum Jana Arcybiskupa Łaskiego w t.I, s. 705 wymienia tę wieś w opisie parafii Bedlno, nie podając żadnych szczegółów.
Według registru poborowego powiatu opoczyńskiego z roku 1508 wsie Przybyszowy i Bedlinko – własność Jana i Zygmunta Jeżowskich płaciły poboru 1 grzywnę. W 1577 r. Przybyszowy z Głupiówem, w parafii Bedlno, własność Waleriana Jeżowskiego, miała 1/2 łana, 1 zagrodnika, Kacper Jeżowski posiadał część mającą 2 łany, 3 zagrodników z rolą. Część Kacpra Jeżowskiego młodszego wynosiła l 1/2 łana. Część Elżbiety Pawłowskiej miała 1/2 łana 2 zagrodników z rolą (Pawiński, Małop.,287, 481).
W wieku XIX Przybyszowy alias Przybyszewy, nazywane także Przybyszowa – wieś i fol w powiecie opoczyńskim, gminie Sworzyce, parafii Bedlno, odległe od Opoczna 17 wiorst, wieś posiadała 22 domy i 320 mieszkańców.
W 1827 roku było 16 domów, 148 mieszkańców. W 1877 r. folwark Przybyszowy z attynencją Majdan był rozległy 1354 mórg. Wieś Przybyszowy posiadała osad 19, z gruntem mórg 183.